# 캄파뇰로
캄파뇰로(Campagnolo) 또는 캄파놀로는 이탈리아의 하이엔드 자전거 부품 제조사이다. 본사는 이탈리아 비첸차에 위치해 있다. 부품들은 그룹세트로 분류되며 자전거의 기계 부품들 대부분을 보유한다. 캄파뇰로의 대표 부품들은 슈퍼 레코드, 레코드, 코러스 그룹세트이며 이 셋 모두 최근에 12스피드 드라이브트레인으로 이전했다. 슈퍼 레코드와 레코드가 최상의 그룹세트이며 이어서 코러스, 포텐자, 센타우르, 벨로스가 그 뒤를 잇는다. 캄파뇰로는 알루미늄과 탄소 바퀴, 그리고 기타 부품들(탄소 섬유 시트 포스트, 보틀 케이지)도 생산한다.

## 역사
1933년 툴리오 캄파뇰로(Tullio Campagnolo)에 의해 설립되어 비센자 워크숍에서 시작되었다.